# Laatzen-Mitte

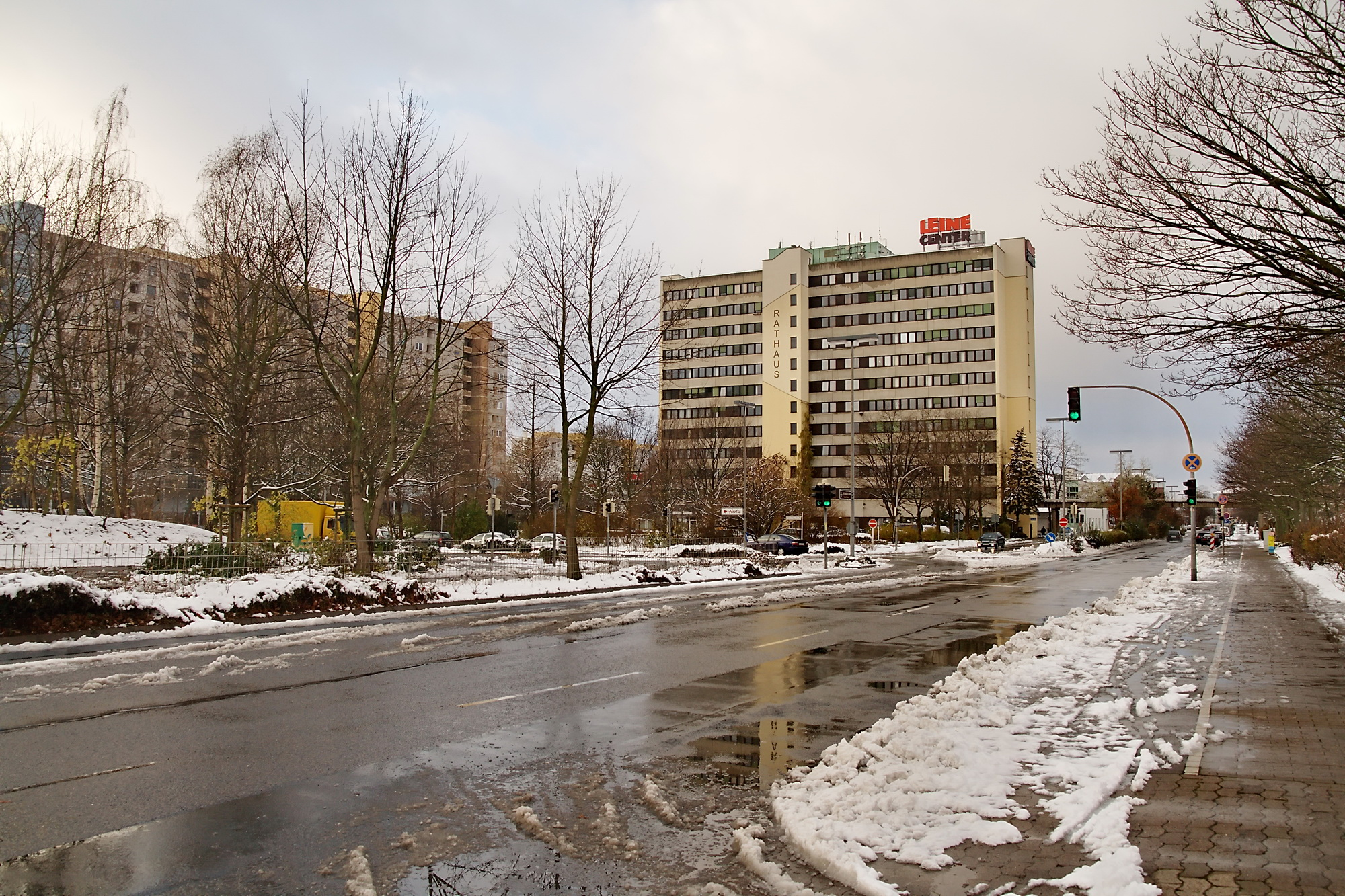
Laatzener Rathaus beim Leine-Center

Laatzen-Mitte ist ein Ortsteil der Stadt Laatzen in der Region Hannover.

## Geschichte
Laatzen-Mitte ist der jüngste Stadtteil der Stadt Laatzen. Während die anderen Ortsteile Alt-Laatzen, Grasdorf, Rethen, Ingeln-Oesselse und Gleidingen historisch gewachsene Ortschaften waren, entstand der Stadtteil Laatzen-Mitte in den 1970er Jahren am Reißbrett. Der als neues Stadtzentrum konzipierte Stadtteil wird geprägt vom Leine-Center (früher Leine-Einkaufs-Zentrum, kurz: LEZ) und dem neuen Rathaus sowie den ringsum angesiedelten mehrgeschossigen Wohngebäuden.
Im Rahmen des Bund-Länder-Programms Soziale Stadt wurde 2004 mit einer Sanierung des Stadtteils begonnen. Neben städtebaulichen Maßnahmen spielen dabei auch soziale, wirtschaftliche und ökologische Verbesserungen eine Rolle.

## Politik

### Ortsrat und Ortsbürgermeister
Auf kommunaler Ebene wird Laatzen-Mitte vom Ortsrat des Kernortes Laatzen vertreten.

### Wappen
Der Entwurf des Wappens von Laatzen-Mitte ist von unbekannter Herkunft.
- Die Genehmigung des Wappens wurde durch den Oberpräsidenten der Provinz Hannover in den Jahren 1930/31 erteilt.
- Die am 1. März 1974 durch Gesetz neugebildete Stadt Laatzen hat das Wappen der bisherigen Stadt Laatzen übernommen, das vom Regierungspräsidenten in Hannover am 30. April 1974 genehmigt wurde.[2]

| Wappen von Laatzen-Mitte | Blasonierung: „Im geteilten Schild oben auf rotem Grund ein wachsender, goldener Löwe und unten auf Grün ein silberner Wellenbalken.“ |
| Wappen von Laatzen-Mitte | Wappenbegründung: Bei der Wappengestaltung der oberen Schildhälfte ist man davon ausgegangen, dass der heutige Ortsteil Laatzen der gleichnamigen Stadt zusammen mit den jetzigen hannoverschen Stadtteilen Wülfel und Döhren zum sogenannten „Kleinen Freien“ gehörte, dem alten Gerichtsverband der drei damals selbständigen Gemeinden. Dieses Gebiet bildete seinerseits einen Teil der sogenannten „Großen Grafschaft“ und ging 1248 von den Grafen von Lauenrode auf die Welfen über. Beide Geschlechter, die Grafen von Lauenrode und die Herzöge von Braunschweig-Lüneburg, führen einen steigenden Löwen im Wappen. Da die Herrschaft der Lauenroder Grafen im Kleinen Freien bereits 1248 endete, ist bei der Wappengestaltung sicherlich an den welfischen Löwen gedacht worden. Der silberne Wellenbalken auf grünem Untergrund in der unteren Schildhälfte soll die Lage Laatzens an der in grüne Wiesen eingebetteten Leine versinnbildlichen. |

## Kultur und Sehenswürdigkeiten
Der Park der Sinne ist ein im Rahmen des EXPO-Projektes Regionaler Landschaftsraum am Kronsberg angelegter Park auf einer ehemaligen Mülldeponie an der Erich-Panitz-Straße.
Zur evangelisch-lutherischen Thomas-Kirchengemeinde gehört das 1978 fertiggestellte Gemeindezentrum „DIE ARCHE“ an der Marktstraße und der Thomaskindergarten an der Otto-Hahn-Straße. Die Kirchengemeinde gehört zur Region Laatzen im Kirchenkreis Laatzen-Springe der Landeskirche Hannovers.
Die katholische Pfarrkirche St. Oliver befindet sich an der Pestalozzistraße. Sie wurde 1975–77 erbaut und nach Oliver Plunkett benannt. Ihre gleichnamige Pfarrgemeinde gehört zum Dekanat Hannover, zu ihr gehören heute auch die katholischen Kirchen in Alt-Laatzen und Gleidingen.

## Wirtschaft und Infrastruktur
Laatzen-Mitte liegt auf dem Gebiet der ehemaligen Grasdorfer Feldmark und wird im Osten begrenzt durch den Messeschnellweg, die B 6. Im Westen und Norden bildet die Bahnstrecke Hannover-Hildesheim die Grenze zu Grasdorf bzw. Alt-Laatzen. Im Süden markiert die B 443 die Grenze zum Laatzener Stadtteil Rethen.
1973 wurde eine Straßenbahnstrecke von der Hildesheimer Straße entlang der Erich-Panitz-Straße bis zur LVA errichtet. Die Strecke wurde 1976 bis nach Rethen verlängert und an die dortige Strecke nach Sarstedt angeschlossen. Heute verkehrt hier die Stadtbahnlinie 1 (Langenhagen – Hannover Hbf – Laatzen – Sarstedt). Darüber hinaus fahren die Buslinien 340/341 zum Expo Park und nach Pattensen, die Buslinie 346 verbindet Laatzen-Mitte mit Grasdorf und Rethen.
Bildung
In Laatzen-Mitte befinden sich mit den Grundschulen Pestalozzistraße und Im Langen Feld zwei Grundschulen.
Hier befinden sich mit dem Erich-Kästner-Gymnasium (ehemals Gymnasium Laatzen), der Erich-Kästner-Realschule und der KGS Albert-Einstein-Schule drei der vier weiterführenden Schulen Laatzens. Sie stehen Schülern aus allen Stadtteilen Laatzens offen.
Mit der Schule am Kiefernweg unterhält die Stadt Laatzen in Laatzen-Mitte eine Förderschule Schwerpunkt Lernen. In dieser Schule kann neben dem Förderschulabschluss auch der Hauptschulabschluss erworben werden.
Die Stadtbücherei Laatzen ist im Rathaus angesiedelt. Sie hat seit 2005 den Schwerpunkt der Leseförderung für Kinder- und Jugendliche. Die Stadtbücherei hat circa 30.000 ausleihbare Medien im Bestand inklusive Konsolenspiele, DVDs und Hörbücher.